# Clossiana bosna
Clossiana bosna är en fjärilsart som beskrevs av Hans Fruhstorfer 1908. Clossiana bosna ingår i släktet Clossiana och familjen praktfjärilar. Inga underarter finns listade i Catalogue of Life.